# Chorizanthe
Chorizanthe är ett släkte av slideväxter. Chorizanthe ingår i familjen slideväxter.

## Dottertaxa tillChorizanthe, i alfabetisk ordning[1]
- Chorizanthe angustifolia
- Chorizanthe biloba
- Chorizanthe blakleyi
- Chorizanthe breweri
- Chorizanthe brevicornu
- Chorizanthe clevelandii
- Chorizanthe commisuralis
- Chorizanthe corrugata
- Chorizanthe cuspidata
- Chorizanthe dasyantha
- Chorizanthe densa
- Chorizanthe deserticola
- Chorizanthe diffusa
- Chorizanthe douglasii
- Chorizanthe fimbriata
- Chorizanthe flava
- Chorizanthe flavescens
- Chorizanthe frankenioides
- Chorizanthe glabrescens
- Chorizanthe howellii
- Chorizanthe interposita
- Chorizanthe kingii
- Chorizanthe leptotheca
- Chorizanthe membranacea
- Chorizanthe mutabilis
- Chorizanthe obovata
- Chorizanthe orcuttiana
- Chorizanthe palmeri
- Chorizanthe paniculata
- Chorizanthe parryi
- Chorizanthe peduncularis
- Chorizanthe polygonoides
- Chorizanthe procumbens
- Chorizanthe pulchella
- Chorizanthe pungens
- Chorizanthe rectispina
- Chorizanthe rigida
- Chorizanthe robusta
- Chorizanthe rosulenta
- Chorizanthe spinosa
- Chorizanthe staticoides
- Chorizanthe stellulata
- Chorizanthe turbinata
- Chorizanthe uniaristata
- Chorizanthe vaginata
- Chorizanthe valida
- Chorizanthe watsonii
- Chorizanthe ventricosa
- Chorizanthe wheeleri
- Chorizanthe virgata
- Chorizanthe viridis
- Chorizanthe xanti